# Décès en 1259
Décès
- 1255
- 1256
- 1257
- 1258
- 1259
- 1260
- 1261
- 1262
- 1263

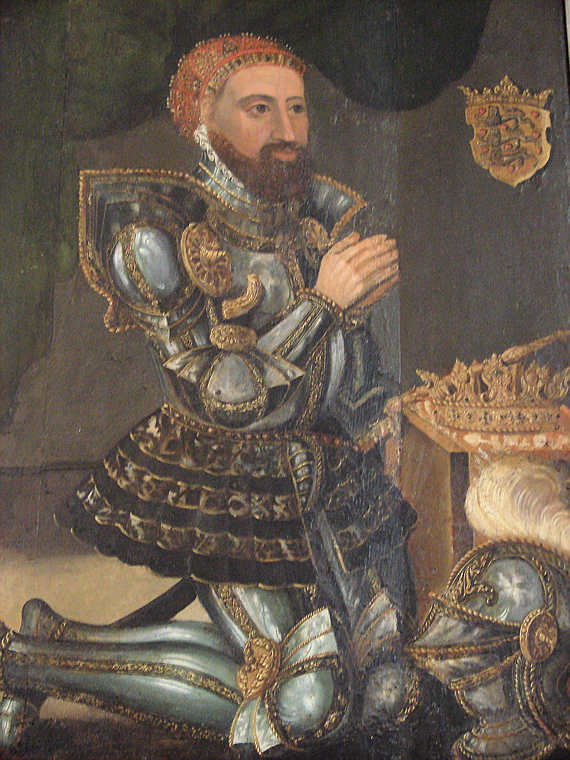
Christophe Ier de Danemark, mort en 1259 (portrait fictif).

Cette page dresse une liste de personnalités mortes au cours de l'année 1259 :
- 7 février : Thomas II de Piémont, seigneur de Piémont, comte de Piémont,  comte de Flandre et de Hainaut.
- 21 mai : Pietro Capocci, cardinal-diacre de S. Giorgio in Velabro, administrateur du diocèse suburbicaire de Palestrina.
- 27 mai : Konoe Kanetsune, Kugyō c'est-à-dire un noble de cour japonais du début de l'époque de Kamakura.
- 21 juillet : Gojong (Goryeo), 23e roi de Goryeo.
- 11 août : Möngke, 4e khan suprême des Mongols.
- 12 septembre : Guigues V de Forez, comte de Forez.
- 17 septembre : Geoffroi de Pontual, évêque de Saint Malo.
- 27 septembre : Ezzelino III da Romano, surnommé le Féroce, seigneur de l'actuelle localité de Romano d'Ezzelino et condottiere italien.
- 19 décembre : Christophe Ier de Danemark, roi du Danemark.

- Adolphe IV de Berg, comte de Berg.
- Al-Mansur Nur ad-Dîn Ali ben Aybak, second sultan mamelouk d'Égypte.
- Béatrice de Savoie, marquise de Saluces.
- Berthold Ier de Neuchâtel, co-seigneur de Neuchâtel avec son oncle Ulrich III de Neuchâtel-Nidau, comte de Neuchâtel.
- Boson IV de Challant, membre de la maison de Challant co vicomte d'Aoste et seigneur de Châtillon et de Cly fondateur de ces lignées.
- Roland de Crémone, dominicain, théologien, professeur à l'université médiévale de Toulouse.
- Pierre d'Étroubles, ecclésiastique valdôtain qui fut évêque d'Aoste.
- Gilles Ier, évêque de Rennes.
- Henri le Letton, ou Henri de Livonie, chroniqueur.
- Matthieu Paris, moine bénédictin anglais, historien, artiste enlumineur, hagiographe, cartographe, sculpteur et encore ouvrier en métal.
- Óláfr Þórðarson, historien et poète islandais.

## Crédit d'auteurs
- Cet article est partiellement ou en totalité issu de l'article intitulé « 1259 » (voir la liste des auteurs).